# HD 37356
HD 37356，又名BD-04 1196，SAO 132387、HR 1923，是一颗恒星，视星等为6.19，位于銀經208.78，銀緯-18.54，其B1900.0坐标为赤經5h 32m 57.3s，赤緯-4° -18.54′ 25″。